# Overflow
Albums de Theo Hakola
The Confession
(1995) La Chanson du Zorro andalou
(2000)
Overflow est le troisième album solo du chanteur et musicien Theo Hakola publié le 10 novembre 1997 sur le label Grosse Rose.

## Liste des titres de l'album
1. Cherries
2. Shoot Me
3. Eau qui saoule
4. We've Already Eaten
5. The Miracle Abused
6. The Broken Arms Song
7. La Chanson du Zorro andalou
8. Quand le sang de l'homme va celui de la femme chasser
9. Il n'y a pas de jolie fille à droite
10. Anne-Marie Comes Back to Me
11. Lunacy
12. La Ballade de Fabrice et Clélia

## Musiciens ayant participé à l'album
- Theo Hakola - chant, guitare, orgue, piano, harmonica, basse (3)
- Bénédicte Villain - violon, accordéon
- Thomas Widler - batterie
- Matthieu Texier - basse, guitare (4, 10, 7, 8)
- Claire Diterzi - chœurs (5, 9, 11)
- Belle du Berry - chœurs (11)
- Cécile Garcia-Fogel - chœurs (8)
- Céline ACWL - chœurs (12)
- Aka de Kebnekaïze - trompette (3, 6, 7, 10)
- Serge Picard - banjo (3,12)
- Brice Pirotais - guitare (7)